# Przełęcz Żohatyńska
Przełęcz Żohatyńska – przełęcz położona na terenie Pogórza Przemyskiego na wysokości 382 m n.p.m., pomiędzy szczytem Bodnarowa (477 m n.p.m.) a nie posiadającymi nazwy wierzchołkami o wysokości 422 m n.p.m. i 422 m n.p.m. Nie biegnie tędy żaden znakowany szlak turystyczny.